# La Femme du cosmonaute
Pour plus de détails, voir Fiche technique et Distribution.
La Femme du cosmonaute est un film français réalisé par Jacques Monnet, sorti en 1998.

## Synopsis
Jean-Paul est cosmonaute, un vrai militaire, en mission dans l'espace pour 8 mois. Anna, sa femme, compte bien profiter de son absence. Mais Jean-Paul s'invite au milieu du salon via un écran vidéo géant.

## Fiche technique
- Titre : La Femme du cosmonaute
- Réalisation : Jacques Monnet
- Scénario : Alain Godard et Jacques Monnet
- Pays de production :  France
- Genre : comédie dramatique
- Durée : 99 minutes
- Date de sortie :
  - France : 3 juin 1998

## Distribution
- Victoria Abril : Anna
- Gérard Lanvin : Jean-Paul Gardène
- Rossy de Palma : Catherine, amie d'Anna
- Gérard Hernandez : Professeur Klavel
- Bernard Verley : Chef de mission
- Patrick Guillemin : Marc
- Simón Andreu : Luis
- Jean-Claude Perrin : Jean
- Pierre Salvadori : cambrioleur
- Lionel Abelanski : Yves
- Christian Cloarec : Paul Alpegue
- Benjamin Detriche : Martin
- Jeff Luneau : Alex
- Arthur Romain : Félix
- Michèle Amiel : Señora Miniac
- Lionnel Astier : Leo Paquier
- Danièle Douet : Valérie Alpegue
- Fanny Gautier : P. Ferel
- Raphaëline Goupilleau : La mère de Pierre
- Thierry Rode : Maxime Lacombe
- François Romain : Pierre Vanel